# Salmo 136
Il salmo 136 (135 secondo la numerazione greca) costituisce il centotrentaseiesimo capitolo del Libro dei salmi.

## Uso liturgico
In ambito giudaico, è recitato durante lo Pesukei Dezimra, Yom Tov e della Grande osanna.

Gli Ortodossi chiamano il Salmo 135 e 136 con la parola Polyeleos (in greco Πολυέλεος, lett. "Grande Misericordia") è cantato per l' Orthros, l'ultimo momento della liturgia delle ore, al mattino delle festività e alle Vigilie, Il nome deriva dal motivo ripetuto più volte "la sua benignità è in eterno". Nel Monte Atos è considerato uno dei punti più festosi della liturgia del mattino ed uno dei più elevati
Le sue principali concordanze bibliche sono le seguenti: Salmi 135; Esdra 3:11; Luca 1:47,50.

## Testo
| Testo masoretico                                 | Septuaginta                                                                                            | Vulgata | Diodati 1821                                                                                               |
| א הוֹדוּ לַיהוָה כִּי-טוֹב: כִּי לְעוֹלָם חַסְדּוֹ.              | 1 Ἀλληλούΐα. ἐξομολογεῖσθε τῷ Κυρίῳ, ὅτι ἀγαθός, ὅτι εἰς τὸν αἰῶνα τὸ ἔλεος αὐτοῦ·                     | 1 Alleluja. Confitemini Domino, quoniam bonus, quoniam in æternum misericordia ejus.                                               | 1 CELEBRATE il Signore; perciocchè egli è buono; perciocchè la sua benignità è in eterno1.                 |
| ב הוֹדוּ, לֵאלֹהֵי הָאֱלֹהִים: כִּי לְעוֹלָם חַסְדּוֹ.             | 2 ἐξομολογεῖσθε τῷ Θεῷ τῶν θεῶν, ὅτι εἰς τὸν αἰῶνα τὸ ἔλεος αὐτοῦ·                                     | 2 Confitemini Deo deorum, quoniam in æternum misericordia ejus.                                                                    | 2 Celebrate l’Iddio degl’iddii2; perciocchè la sua benignità è in eterno.                                  |
| ג הוֹדוּ, לַאֲדֹנֵי הָאֲדֹנִים: כִּי לְעוֹלָם חַסְדּוֹ.             | 3 ἐξομολογεῖσθε τῷ Κυρίῳ τῶν κυρίων, ὅτι εἰς τὸν αἰῶνα τὸ ἔλεος αὐτοῦ·                                 | 3 Confitemini Domino dominorum, quoniam in æternum misericordia ejus.                                                              | 3 Celebrate il Signore de’ signori; perciocchè la sua benignità è in eterno.                               |
| ד לְעֹשֵׂה נִפְלָאוֹת גְּדֹלוֹת לְבַדּוֹ: כִּי לְעוֹלָם חַסְדּוֹ.         | 4 τῷ ποιήσαντι θαυμάσια μεγάλα μόνῳ, ὅτι εἰς τὸν αἰῶνα τὸ ἔλεος αὐτοῦ·                                 | 4 Qui facit mirabilia magna solus, quoniam in æternum misericordia ejus.                                                           | 4 Celebrate colui che solo fa maraviglie grandi; perciocchè la sua benignità è in eterno.                  |
| ה לְעֹשֵׂה הַשָּׁמַיִם, בִּתְבוּנָה: כִּי לְעוֹלָם חַסְדּוֹ.             | 5 τῷ ποιήσαντι τοὺς οὐρανοὺς ἐν συνέσει, ὅτι εἰς τὸν αἰῶνα τὸ ἔλεος αὐτοῦ·                             | 5 Qui fecit cælos in intellectu, quoniam in æternum misericordia ejus.                                                             | 5 Colui che ha fatti i cieli con intendimento3; perciocchè la sua benignità è in eterno.                   |
| ו לְרֹקַע הָאָרֶץ, עַל-הַמָּיִם: כִּי לְעוֹלָם חַסְדּוֹ.             | 6 τῷ στερεώσαντι τὴν γῆν ἐπὶ τῶν ὑδάτων, ὅτι εἰς τὸν αἰῶνα τὸ ἔλεος αὐτοῦ·                             | 6 Qui firmavit terram super aquas, quoniam in æternum misericordia ejus.                                                           | 6 Colui che ha distesa la terra sopra le acque; perciocchè la sua benignità è in eterno.                   |
| ז לְעֹשֵׂה, אוֹרִים גְּדֹלִים: כִּי לְעוֹלָם חַסְדּוֹ.              | 7 τῷ ποιήσαντι φῶτα μεγάλα μόνῳ, ὅτι εἰς τὸν αἰῶνα τὸ ἔλεος αὐτοῦ·                                     | 7 Qui fecit luminaria magna, quoniam in æternum misericordia ejus :                                                                | 7 Colui che ha fatti i gran luminari; perciocchè la sua benignità è in eterno.                             |
| ח אֶת-הַשֶּׁמֶשׁ, לְמֶמְשֶׁלֶת בַּיּוֹם: כִּי לְעוֹלָם חַסְדּוֹ.           | 8 τὸν ἥλιον εἰς ἐξουσίαν τῆς ἡμέρας, ὅτι εἰς τὸν αἰῶνα τὸ ἔλεος αὐτοῦ·                                 | 8 solem in potestatem diei, quoniam in æternum misericordia ejus ;                                                                 | 8 Il sole, per avere il reggimento del giorno; perciocchè la sua benignità è in eterno.                    |
| ט אֶת-הַיָּרֵחַ וְכוֹכָבִים, לְמֶמְשְׁלוֹת בַּלָּיְלָה: כִּי לְעוֹלָם חַסְדּוֹ. | 9 τὴν σελήνην καὶ τοὺς ἀστέρας εἰς ἐξουσίαν τῆς νυκτός, ὅτι εἰς τὸν αἰῶνα τὸ ἔλεος αὐτοῦ·              | 9 lunam et stellas in potestatem noctis, quoniam in æternum misericordia ejus.                                                     | 9 La luna e le stelle, per avere i reggimenti della notte; perciocchè la sua benignità è in eterno.        |
| י לְמַכֵּה מִצְרַיִם, בִּבְכוֹרֵיהֶם: כִּי לְעוֹלָם חַסְדּוֹ.           | 10 τῷ πατάξαντι Αἴγυπτον σὺν τοῖς πρωτοτόκοις αὐτῶν, ὅτι εἰς τὸν αἰῶνα τὸ ἔλεος αὐτοῦ,                 | 10 Qui percussit Ægyptum cum primogenitis eorum, quoniam in æternum misericordia ejus.                                             | 10 Colui che percosse gli Egizi ne’ lor primogeniti4; perciocchè la sua benignità è in eterno.             |
| יא וַיּוֹצֵא יִשְׂרָאֵל, מִתּוֹכָם: כִּי לְעוֹלָם חַסְדּוֹ.            | 11 καὶ ἐξαγαγόντι τὸν Ἰσραὴλ ἐκ μέσου αὐτῶν, ὅτι εἰς τὸν αἰῶνα τὸ ἔλεος αὐτοῦ,                         | 11 Qui eduxit Israël de medio eorum, quoniam in æternum misericordia ejus,                                                         | 11 E trasse fuori Israele del mezzo di loro; perciocchè la sua benignità è in eterno.                      |
| יב בְּיָד חֲזָקָה, וּבִזְרוֹעַ נְטוּיָה: כִּי לְעוֹלָם חַסְדּוֹ.        | 12 ἐν χειρὶ κραταιᾷ καὶ ἐν βραχίονι ὑψηλῷ, ὅτι εἰς τὸν αἰῶνα τὸ ἔλεος αὐτοῦ·                           | 12 in manu potenti et brachio excelso, quoniam in æternum misericordia ejus.                                                       | 12 Con man potente, e con braccio steso; perciocchè la sua benignità è in eterno.                          |
| יג לְגֹזֵר יַם-סוּף, לִגְזָרִים: כִּי לְעוֹלָם חַסְדּוֹ.           | 13 τῷ καταδιελόντι τὴν Ἐρυθρὰν θάλασσαν εἰς διαιρέσεις, ὅτι εἰς τὸν αἰῶνα τὸ ἔλεος αὐτοῦ·              | 13 Qui divisit mare Rubrum in divisiones, quoniam in æternum misericordia ejus ;                                                   | 13 Colui che spartì il Mar rosso in due; perciocchè la sua benignità è in eterno.                          |
| יד וְהֶעֱבִיר יִשְׂרָאֵל בְּתוֹכוֹ: כִּי לְעוֹלָם חַסְדּוֹ.            | 14 καὶ διαγαγόντι τὸν Ἰσραὴλ διὰ μέσου αὐτῆς, ὅτι εἰς τὸν αἰῶνα τὸ ἔλεος αὐτοῦ,                        | 14 et eduxit Israël per medium ejus, quoniam in æternum misericordia ejus ;                                                        | 14 E fece passare Israele per lo mezzo di esso; perciocchè la sua benignità è in eterno.                   |
| טו וְנִעֵר פַּרְעֹה וְחֵילוֹ בְיַם-סוּף: כִּי לְעוֹלָם חַסְדּוֹ.       | 15 καὶ ἐκτινάξαντι Φαραὼ καὶ τὴν δύναμιν αὐτοῦ εἰς θάλασσαν Ἐρυθράν, ὅτι εἰς τὸν αἰῶνα τὸ ἔλεος αὐτοῦ· | 15 et excussit Pharaonem et virtutem ejus in mari Rubro, quoniam in æternum misericordia ejus.                                     | 15 E traboccò nel Mar rosso Faraone ed il suo esercito; perciocchè la sua benignità è in eterno.           |
| טז לְמוֹלִיךְ עַמּוֹ, בַּמִּדְבָּר: כִּי לְעוֹלָם חַסְדּוֹ.             | 16 τῷ διαγαγόντι τὸν λαὸν αὐτοῦ ἐν τῇ ἐρήμῳ, ὅτι εἰς τὸν αἰῶνα τὸ ἔλεος αὐτοῦ·                         | 16 Qui traduxit populum suum per desertum, quoniam in æternum misericordia ejus.                                                   | 16 Colui che condusse il suo popolo per lo deserto; perciocchè la sua benignità è in eterno.               |
| יז לְמַכֵּה, מְלָכִים גְּדֹלִים: כִּי לְעוֹלָם חַסְדּוֹ.             | 17 τῷ πατάξαντι βασιλεῖς μεγάλους, ὅτι εἰς τὸν αἰῶνα τὸ ἔλεος αὐτοῦ,                                   | 17 Qui percussit reges magnos, quoniam in æternum misericordia ejus ;                                                              | 17 Colui che percosse re grandi; perciocchè la sua benignità è in eterno.                                  |
| יח וַיַּהֲרֹג, מְלָכִים אַדִּירִים: כִּי לְעוֹלָם חַסְדּוֹ.           | 18 καὶ ἀποκτείναντι βασιλεῖς κραταιούς, ὅτι εἰς τὸν αἰῶνα τὸ ἔλεος αὐτοῦ,                              | 18 et occidit reges fortes, quoniam in æternum misericordia ejus :                                                                 | 18 Ed uccise re potenti5; perciocchè la sua benignità è in eterno.                                         |
| יט לְסִיחוֹן, מֶלֶךְ הָאֱמֹרִי: כִּי לְעוֹלָם חַסְדּוֹ.             | 19 τὸν Σηὼν βασιλέα τῶν Ἀμορραίων, ὅτι εἰς τὸν αἰῶνα τὸ ἔλεος αὐτοῦ,                                   | 19 Sehon, regem Amorrhæorum, quoniam in æternum misericordia ejus ;                                                                | 19 Sihon, re degli Amorrei; perciocchè la sua benignità è in eterno.                                       |
| כ וּלְעוֹג, מֶלֶךְ הַבָּשָׁן: כִּי לְעוֹלָם חַסְדּוֹ.                | 20 καὶ τὸν Ὢγ βασιλέα τῆς Βασάν, ὅτι εἰς τὸν αἰῶνα τὸ ἔλεος αὐτοῦ,                                     | 20 et Og, regem Basan, quoniam in æternum misericordia ejus :                                                                      | 20 Ed Og, re di Basan; perciocchè la sua benignità è in eterno.                                            |
| כא וְנָתַן אַרְצָם לְנַחֲלָה: כִּי לְעוֹלָם חַסְדּוֹ.               | 21 καὶ δόντι τὴν γῆν αὐτῶν κληρονομίαν, ὅτι εἰς τὸν αἰῶνα τὸ ἔλεος αὐτοῦ,                              | 21 et dedit terram eorum hæreditatem, quoniam in æternum misericordia ejus ;                                                       | 21 E diede il lor paese in eredità6; perciocchè la sua benignità è in eterno.                              |
| כב נַחֲלָה, לְיִשְׂרָאֵל עַבְדּוֹ: כִּי לְעוֹלָם חַסְדּוֹ.             | 22 κληρονομίαν Ἰσραὴλ δούλῳ αὐτοῦ, ὅτι εἰς τὸν αἰῶνα τὸ ἔλεος αὐτοῦ.                                   | 22 hæreditatem Israël, servo suo, quoniam in æternum misericordia ejus.                                                            | 22 In eredità ad Israele, suo servitore; perciocchè la sua benignità è in eterno.                          |
| כג שֶׁבְּשִׁפְלֵנוּ, זָכַר לָנוּ: כִּי לְעוֹלָם חַסְדּוֹ.              | 23 ὅτι ἐν τῇ ταπεινώσει ἡμῶν ἐμνήσθη ἡμῶν ὁ Κύριος, ὅτι εἰς τὸν αἰῶνα τὸ ἔλεος αὐτοῦ,                  | 23 Quia in humilitate nostra memor fuit nostri, quoniam in æternum misericordia ejus ;                                             | 23 Il quale, quando siamo stati abbassati, si è ricordato di noi: perciocchè la sua benignità è in eterno. |
| כד וַיִּפְרְקֵנוּ מִצָּרֵינוּ: כִּי לְעוֹלָם חַסְדּוֹ.                | 24 καὶ ἐλυτρώσατο ἡμᾶς ἐκ τῶν ἐχθρῶν ἡμῶν, ὅτι εἰς τὸν αἰῶνα τὸ ἔλεος αὐτοῦ·                           | 24 et redemit nos ab inimicis nostris, quoniam in æternum misericordia ejus.                                                       | 24 E ci ha riscossi da’ nostri nemici; perciocchè la sua benignità è in eterno.                            |
| כה נֹתֵן לֶחֶם, לְכָל-בָּשָׂר: כִּי לְעוֹלָם חַסְדּוֹ.              | 25 ὁ διδοὺς τροφὴν πάσῃ σαρκί, ὅτι εἰς τὸν αἰῶνα τὸ ἔλεος αὐτοῦ.                                       | 25 Qui dat escam omni carni, quoniam in æternum misericordia ejus.                                                                 | 25 Il quale dà il cibo ad ogni carne7; perciocchè la sua benignità è in eterno.                            |
| כו הוֹדוּ, לְאֵל הַשָּׁמָיִם: כִּי לְעוֹלָם חַסְדּוֹ.               | 26 ἐξομολογεῖσθε τῷ Θεῷ τοῦ οὐρανοῦ, ὅτι εἰς τὸν αἰῶνα τὸ ἔλεος αὐτοῦ.                                 | 26 Confitemini Deo cæli, quoniam in æternum misericordia ejus. Confitemini Domino dominorum, quoniam in æternum misericordia ejus. | 26 Celebrate il Signore de’ cieli; perciocchè la sua benignità è in eterno.                                |